# Miracoli (Laura Bretan e Alberto Urso)
Miracoli è un singolo della cantante e soprano statunitense-rumena Laura Bretan e del cantautore italiano Alberto Urso, pubblicato l'11 dicembre 2020.

## Descrizione
Il brano, scritto dalla stessa cantante con Kit Hain, Stefania Labate, Udo Mechels e Yannic Fonderie, è prodotto da Giora Lineberg.

## Brano musicale
Il brano musicale è stato pubblicato in concomitanza all'uscita del brano attraverso il canale YouTube della cantante.

## Tracce
Testi e musiche di Laura Bretan, Kit Hain, Stefania Labate, Udo Mechels e Yannic Fonderie.
1. Miracoli – 3:46